# Сагадарова, Мария Владимирована
Мария Владимировна (Тыкшеевна) Сагадарова (1901—1926) — видный партийный, общественный деятель БМ АССР, активный организатор женского движения в Бурятии.

## Биография
Мария Владимировна (Тыкшеевна) Сагадарова родилась в 1901 году в бурятском улусе Бурково, Аларского района, Иркутской губернии.
Родители, простые неграмотные люди, занимались крестьянским хозяйством.
После школы поступила в Черемховское коммерческое училище. Уже во время учёбы в училище заняла активную жизненную позицию и стала заниматься общественной деятельностью.
В 1919 году окончила училище.
В феврале 1920 года организовала в родном улусе первую ячейку РКП(б), участвовала в подготовке и создании партизанского отряда П. В. Баханова.
После окончательной победы Советской власти в Бурятии включилась в работу среди тружениц Боханского, Аларского и Эхирит-Булагатского аймаков, организуя хошунные и аймачные конференции и совещания женщин.
С лета 1921 года Мария Владимировна была отозвана во вновь организуемое бюро Бурятской секции при Иркутском губкоме РКП(б). Была назначена Заведующей бурженотделом и стала работать под руководством завженотдела губкома партии Фаерман Е.
После создания Бурятского обкома РКП(б) Сагадарова стала заведующей женотделом обкома. Курировала при комитетах крестьянской взаимопомощи создание специальных фондов матери и ребёнка.
В апреле 1922 года в Новониколаевске принимала участие в форуме под руководством секретаря Сиббюро ЦК РКП(б) Емельяна Ярославского. В отчётном докладе сообщала «о работе среди женщин Бурятии, насчитывавшей 85 тысяч женщин, с которыми необходимо было заниматься. Одновременно она поставила в известность о трудностях и недостатках работы, о том, недостаёт кадров и средств для проведения ряда мероприятий».
В целях подготовки женработников по инициативе М. В. Сагадаровой в 1921 — 1922 годы на учёбу были направлены девушки комсомолки и молодые коммунистки. При её содействии на учёбу были направлены Малахирова Савранна, Тарантаева Вера, Далбаева Агафья, Осипова Полина, Балехаева Агафья, Осодоева Феодосия и др.
В 1921 — 1925 годы Сагадарова принимала участие в областных съездах и партийных конференциях, избиралась членом областного комитета партии и комсомола.
Филипп Михайлович Сахалтуев был супругом Сагадаровой. Участвовал в революционной деятельности, позднее получил образование в Московской сельхозакадемии имени К. А. Тимирязева, работал зоотехником в Херсонском заповеднике Аскания-Нова, на станции Иро. В 1937 году арестован по 58-й статье УК РСФСР за «контрреволюционную деятельность», в 1938 году умер в тюрьме. Его сын от второго брака (Ирина Андреевна Трубачеева) народный художник Украины Радна Филиппович Сахалтуев со слов своей тёти писал о Сагадаровой «она очень рано умерла — в двадцать пять лет от туберкулёза».
Похоронена в Иркутске на Иерусалимском кладбище.

## Публикации
- Сагадарова М. В. О работе среди бурят-монгольских женщин // Сборник «Революция и бурят-монголы» — Иркутск, 1921
- Сагадарова М. В. Женский листок // Газета «Власть труда» — Иркутск, лето 1921